# François-Joseph Gossec
François-Joseph Gossec (ook: Gaussé, Gossé, Gosset of Gossez) (Vergnies (Henegouwen), 17 januari 1734 – Passy bij Parijs, 16 februari 1829) was een Frans componist, muziekpedagoog en musicus.

## Levensloop
François-Joseph werd in 1734 in Vergnies geboren als zoon van François-Philippe Gossé en Marguerite Brassens. Vergnies was op dat moment nog een Franse enclave in Henegouwen, namelijk een deel van Barbençon. Toen hij 6 jaar was, zong hij mee in het koor van de bedevaartskerk te Walcourt bij Charleroi in de Oostenrijkse Nederlanden en later in de St.-Aldegondekerk in de Franse grensstad Maubeuge. Daar werd hij lid van een klein orkest van de St.-Pieterskerk dat door muziekdirecteur Jean Vanderbelen geleid werd. Van hem kreeg hij zijn eerste lessen viool, piano, harmonie en compositie. In 1742 werd hij opgenomen in het koor van de Onze-Lieve-Vrouwekathedraal (Antwerpen) en kreeg daar verdere lessen van André-Joseph Blavier. In deze omgeving was hij zeer gelukkig maar hij verloor contact met zijn eigen familie. Ook toen hij in 1792 en 1793 een rondreis door het bezette België maakte, zag hij zijn ouders en andere familieleden niet terug. In 1751 ging hij met een aanbevelingsbrief van Blavier naar Parijs bij Jean-Philippe Rameau, de toenmalige orkestleider van het privéorkest van Alexandre-Joseph Le Riche de la Pouplinières. Rameau nam hem aan als lid van zijn orkest.
Na Rameaus afscheid van het orkest in 1754 werd Johann Stamitz ijlings aangezocht als dirigent van het muziekensemble. Stamitz maakte Gossec, die vaak zelf dirigeerde, vertrouwd met de ontwikkelingen van de Mannheimer Schule, gekenmerkt door een homofone schriftuur in de symfonie en indrukwekkende dynamische effecten waarin een speciale rol was weggelegd voor klarinetten, bassethoorns en andere blaasinstrumenten. Na het vertrek van Stamitz naar Mannheim in 1756 werd Gossec dirigent van het orkest tot aan de dood van zijn mecenas, de la Pouplinières, in 1762.
In 1758 huwde hij de zangeres Marie-Elisabeth Georges. Hun zoon werd in 1760 geboren.
Gossec componeerde kamermuziek en daarna symfonieën. De eerste 6 symfonieën publiceerde hij in 1756 als opus 3. Als 25-jarige besloot hij een groot werk te componeren, een Requiem - Grande Messe des Morts. In mei 1760 ging deze 90 minuten durende dodenmis in première in de Eglise Jacobine in de Rue St.-Jacques in Parijs en maakte Gossec op slag beroemd.
Van 1762 tot 1769 nam hij de leiding over van de kapel van de prins van Condé Louis-Joseph de Bourbon te Chantilly en vanaf 1766 eveneens de leiding van de kapel van de prins van Conti Louis-François de Bourbon. Met deze orkesten oogstte hij veel succes. Met zijn opera's daarentegen had hij minder geluk, onder andere door de slechte libretti en de dominantie van zijn tijdgenoten André Ernest Modeste Grétry en Christoph Willibald Gluck op dit terrein.
Van 1769 tot 1773 was hij directeur van het orkest Concert des Amateurs, dat zich vooral met de uitvoering van contemporaine composities bezighield en spoedig in heel Europa beroemd werd. Tussen 1773 en 1777 was hij samen met Simon Leduc en Pierre Gaviniès ook directeur van de Concerts Spirituels. Dit bood hem de kans zijn eigen composities en die van zijn vrienden ten gehore te brengen. In 1775 kreeg hij een onderscheiding als 'maître de la musique'.
Vanaf 1778 werkte hij aan de Academie de Musique als koordirigent en vanaf 1780 als tweede directeur. In 1784 kwam hij aan het hoofd te staan van de nieuw gestichte École de chant. Een verdere compositorische mijlpaal was het Te Deum van 1779, gecomponeerd bij de zwangerschap van Marie Antoinette van Oostenrijk (Maria Antonia Josepha von Habsburg-Lothringen).
Ondanks eerdere steun door adellijke mecenassen hing hij enthousiast de ideeën van de Franse Revolutie aan. In 1790 componeerde Gossec een Te Deum voor mannenkoor en harmonieorkest voor de federale ceremonie op het Champ de Mars ter gelegenheid van de 14 juli.
Toen in 1795 het beroemde Conservatoire de Musique gesticht werd, werd hem samen met Jean-François Lesueur, Étienne Nicolas Méhul, Luigi Cherubini en André Ernest Modeste Grétry de inspectie van het instituut opgedragen.
De zeer productieve Gossec werd aangesteld als de officiële componist van de Franse Revolutie. Zijn Marche lugubre n.a.v. de dood van Honoré Gabriel de Riqueti, comte de Mirabeau in september 1790 werd een standaardwerk in het muziekrepertoire ten tijde van de revolutie.

## Composities

### Werken voor orkest
- 1759 Sei sinfonie a più stromenti, op. 4
- 1762 Symphonie périodique a piú stromenti
  1. Allegro
  2. Minuetto gratioso
  3. Fugato
- 1769 Six Symphonies à grand orchestre, op. 12
- 1773 Deux symphonies, dans Gossec et Rigel, «Trois symphonies à grand orchestre»
- 1774 Symphonie en fa majeur, dans «Trois Symphonies [...] composées par Mrs François Joseph Gossec, Joseph Haydn et Johann Sebastian Bach»
- 1775 Symphonie en D majeur
- 1776 Symphonie en C majeur
- 1776 Symphonie à grand orchestre "La Chasse" D-gr.t. opus 13 Nr. 3
  1. Grave maestoso - Allegro
  2. Allegretto poco allegro
  3. Minuetto
  4. Tempo di caccia
- 1776 Symphonie en ré, dans «Trois symphonies à huit parties composées par Mrs Leduc l'aîné, Stamitz et Gossec»
- 1777 Symphonie en ré, dans «Trois symphonies à grand orchestre [...] composées par Mrs. Toeschi, Wannhall et Gossec»
- 1778 Contredanse pour les enfants, uit het ballet «La Fête de Village»
- 1778 Symphonie concertante en fa majeur nº 2
- 1791 Invocation - chantée pour la translation des cendres de Voltaire au Panthéon à la station de l'Opera le 11. juillet 1791, voor gemengd koor en orkest
- 1795 Serment républicain, voor vier solisten, gemengd koor en orkest (parodie van de scène van serment van Athalie) - tekst: Marie-Joseph Chénier - première: 10 augustus 1795 Sinfonie Es-gr.t. opus 5 Nr. 2

### Werken voor harmonieorkest

#### Symfonieën
- 1793-1794 Symphonie en do majeur (C groot) pour Musique Militaire
  1. Allegro maestoso
  2. Pastorale larghetto
  3. Allegro
- 1793 Symphonie concertante D-gr.t. du ballet "Mirza"
  1. Allegro
  2. Adagio
  3. Rondo allegro
- 1794 Symphonie militaire en fa majeur (F-groot), voor harmonieorkest
- 1809 Symphonie en F majeur "Symphonie à 17 parties"

#### Andere werken
- 1790 Te Deum voor drie solisten, mannenkoor en harmonieorkest - première: 1790 tijdens de "Fête de la Fédération"
- 1791 Hymne sur la translation du corps de Voltaire au Panthéon, voor driestemmig mannenkoor en harmonieorkest - tekst: Marie-Joseph Chénier
- 1791 Le Chant du 14 juillet, voor driestemmig mannenkoor en harmonieorkest, poème van Marie-Joseph Chénier - première: 14 juli 1791
- 1791 Peuple, éveille-toi (Revolutiehymne), voor mannenkoor en harmonieorkest
- 1792 Chant funèbre en l'honneur de Simoneau, voor zanger en harmonieorkest
- 1792 Choeur à la liberté, voor vierstemmig gemengd koor en harmonieorkest, tekst: Marie-Joseph Chénier - première: 15 april 1792
- 1792 Ronde nationale, voor vier solisten, gemengd koor en harmonieorkest - tekst: Marie-Joseph Chénier - première: 15 april 1792
- 1792 Hymne pour l'inauguration des bustes de Jean-Jacques Rousseau, Voltaire et André Boniface Louis de Riquetti, Vicomte de Mirabeau - tekst: van Avisse
- 1792 L'Offrande à la Liberté (Revolutiehymnen)
  1. Veillons au salut de l'empire
  2. Hymne des Marseillois
  3. La Carmagole
  4. Ça ira
- 1793 Marche lugubre en ré mineur (d klein), voor harmonieorkest
- 1793 Marche religieuse, voor harmonieorkest
- 1793 Air des Marseillais pour le Camp de la Fédération, arrangement de «la Marseillaise», voor gemengd koor en harmonieorkest
- 1793 Hymne à la liberté, aussi: Hymne à la Nation, voor vier solisten, gemengd koor en harmonieorkest - tekst: Varon - première: 10 augustus 1793 tijdens de "Fête de la Réunion"
- 1793 Hymne à la nature, aussi: Hymne à l'Egalité, voor vier solisten, gemengd koor en harmonieorkest - tekst: Varon - première: 10 augustus 1793
- 1793 Quel peuple immense, voor vier solisten, gemengd koor en harmonieorkest - tekst: Varon - première: 10 augustus 1793
- 1793 Chœur (Hymne) à la liberté - Decends ô liberté, fille de la nature voor gemengd koor en harmonieorkest - tekst: Marie-Joseph Chénier - première: 8 november 1793
- 1794 Chœur patriotique voor driestemmig mannenkoor en harmonieorkest - tekst: Voltaire
- 1794 Chant funèbre sur la mort de Ferraud voor solisten, mannenkoor en harmonieorkest - tekst: Coupigny
- 1794 Hymne à l'Être suprème, voor vier solisten, gemengd koor en harmonieorkest - tekst: Th. Desorgues - première: 8 juni 1794
- 1794 Hymne à l'Etre suprême, voor solisten, vrouwenkoor en harmonieorkest - tekst: Th. Desorgues - première: 8 juni 1794
- 1794 Hymne à l'Être suprême, voor vier solisten, gemengd koor en harmonieorkest - tekst: Marie-Joseph Chénier - première: 8 juni 1794
- 1794 Hymne à Jean-Jacques Rousseau, voor solist, gemengd koor en harmonieorkest - tekst: Marie-Joseph Chénier - première: 21 oktober 1794
- 1794 Marche funèbre en mi bémol, voor harmonieorkest
- 1794 Marche en fa majeur (F groot), voor harmonieorkest
- 1794 Marche religieuse en mi bémol, voor harmonieorkest
- 1794 Marche victorieuse en fa majeur (F-groot), voor harmonieorkest
- 1795 Aux mânes de la Gironde, hymne élégiaque voor vier solisten, gemengd koor en harmonieorkest - tekst: Coupigny - première: oktober 1795
- 1795 Hymne à l'Humanité voor vier solisten, gemengd koor en harmonieorkest - tekst: Baour-Lormian - première: augustus 1795
- 1795 Marche en fa majeur (F-groot), voor harmonieorkest
- 1796 Chant martial pour la fête de la Victoire, voor solisten, gemengd koor en harmonieorkest - tekst: Lachabeaussière - première: 29 mei 1796
- 1796 Hymne guerrier, dramatische scène voor solisten, gemengd koor en harmonieorkest - tekst: Marie-Joseph Chénier - première: 29 mei 1796
- Chœur patriotique voor driestemmig. mannenkoor en harmonieorkest - tekst: Jean-Antoine Roucher
- Deux marches religieuses pour la procession de la Fête-Dieu, voor harmonieorkest
- Domine Salvum voor driestemmig mannenkoor en harmonieorkest
- Hymne funèbre
- (Hymne zonder titel) voor gemengd koor en harmonieorkest
- Hymne à la liberté - tekst: Caron
- Hymne à la statue de la liberté - tekst: Varon
- Hymne à la victoire voor gemengd koor en harmonieorkest
- Hymne pour la célébration de victoire voor solisten, gemengd koor en harmonieorkest
- Hymne pour le 14 Juillet - tekst: Marie-Joseph Chénier
- Marche voor twee kleine fluiten, twee klarinetten, trompet, twee hoorns, twee fagotten en serpent
- Marche voor twee kleine fluiten, twee klarinetten, trompet in F, twee hoorns, twee fagotten en serpent

### Missen, oratoria, cantates en geestelijke muziek
- 1760 Requiem - Grande Messe des Morts
  1. Introduzione: Grave
  2. Introitus: Grave
  3. Te Decet Hymnus: Allegro moderato
  4. Exaudi: Largo
  5. Requiem Aeternam: Grave
  6. Fuga: Lux Perpetua -- Sequentia:
  7. Dies Irae: Grave maestoso
  8. Tuba Mirum: Grave - Allegretto.
  9. Mors Stupebit: Allegro
  10. Quid Sum Miser: Lento
  11. Recordare: Largo
  12. Inter Oves: Allegretto
  13. Grave
  14. Confutatis: Allegro molto
  15. Oro Supplex: Grave
  16. Lacrimosa: --- (Grave)
  17. Iudicandus: Grave
  18. Pie Jesu / Amen: Andante -- Offertorium
  19. Vado Et Non Revertar: Largo
  20. Spera In Deo: Largo
  21. Cedant Hostes: Allegro
  22. Sanctus: Maestoso
  23. Pie Jesu: Largo
  24. Agnus Dei: Moderato
  25. Post Communionem: Allegretto
  26. Requiem Aeternam - Fuga: Et Lux Perpetua: Grave
- 1774 La Nativité Oratorium - tekst: Michel-Paul-Gui de Chabanon
- 1781 L'Arche d'alliance, oratorium, voor het Concert Spirituel de Paris op 22 april 1781
- 1794 O salutaris hostia, voor 3 solisten en gemengd koor - première: september 1794
- 1799 Cantate funèbre pour la fête du 20 prairial an VII, voor solisten en contrabas - tekst: Boisjolin - première: 8 juni 1799
- 1813 Dernière messe des vivants, voor vier solisten, gemengd koor en orkest
- Missa Pro Defunctis

### Muziektheater

#### Opera's
| Voltooid in | titel | aktes   | première                                                                                             | libretto                                                                                        |
| ----------- | --- | ------- | --- | ----------------------------------------------------------------------------------------------- |
| 1763        | Nitocris | 3 aktes | | Etienne Morel de Chéfdeville                                                                    |
| 1765        | Le tonnelier (in samenwerking met: Wenzel Joseph Thomas Kohaut, François-André Danican Philidor, Johann Schobert en Jean-Claude Trial) | 1 akte  | 16 maart 1765, Parijs, Comédie Italienne                                                             | Nicolas-Médard Audinot, de herwerking van Antoine François Quétant                              |
| 1765        | Le Faux Lord | 3 aktes | 27 juni 1765, Parijs, Comédie-Italienne                                                              | Parmentier                                                                                      |
| 1766        | Les Pêcheurs, op. 10 | 1 akte  | 23 april 1766, Parijs, Comédie Italienne                                                             | Adrien Nicolas Piédefer, Marquis de La Salle d'Offémont                                         |
| 1767        | Toinon et Toinette, op. 11 | 2 aktes | 20 juni 1767, Parijs, Comédie Italienne                                                              | Jean August-Julien Desboulmiers                                                                 |
| 1767        | Le Double Déguisement | 2 aktes | 28 september 1767, Parijs, Comédie-Italienne                                                         | Houbron                                                                                         |
| 1768        | Les Agréments d'Hylas et Silvie, op. 13                                                                                                | 1 akte  | 10 december 1768, Parijs, Comédie-Française                                                          | Marc-Antoine-Jacques Rochon de Chabannes                                                        |
| 1771-1772   | Sabinus | 5 aktes | 4 december 1773, Versailles; gereviseerde versie: (4 aktes); 22 februari 1774, Parijs, Opéra Garnier | Michel-Paul-Gui de Chabanon                                                                     |
| 1774        | Berthe; (samen met: François-André Danican Philidor, Ignace Vitzthumb en H. Botson)                                                    | 3 aktes | 4 november 1774, Brussel, Koninklijke Muntschouwburg                                                 | Reynié T. R. de Pleinchesne                                                                     |
| 1775        | Alexis et Daphné | 1 akte  | 26 september 1775, Parijs, Opéra Garnier                                                             | Michel-Paul-Gui de Chabanon de Maugris                                                          |
| 1775        | Philémon et Baucis | 1 akte  | 26 september 1775, Parijs, Opéra Garnier                                                             | Michel-Paul-Gui de Chabanon de Maugris                                                          |
| 1778        | La fête de village | 1 akte  | 26 mei 1778, Parijs, Opéra Garnier                                                                   | Desfontaines, pseudoniem van Guillaume François Fouques Deshayes                                |
| 1782        | Thésée | 4 aktes | 1 maart 1782, Parijs, Opéra Garnier                                                                  | Etienne Morel de Chéfdeville, naar Philippe Quinault                                            |
| 1783        | Nitrocris | 3 aktes | niet uitgevoerd                                                                                      | Etienne Morel de Chéfdeville                                                                    |
| 1785        | Bouquet |         | |                                                                                                 |
| 1786        | Rosine ou L'Epouse abandónnée | 3 aktes | 14 juli 1786, Parijs, Opéra Garnier                                                                  | N. Gersin, naar een ballet van Maximilien Gardel                                                |
| 1787        | Le pied de boeuf; (samen met: André Ernest Modeste Grétry, Jean-Philippe Rameau)                                                       | 1 akte  | 17 juni 1787, Parijs, Opéra Garnier                                                                  | Maximilien Gardel                                                                               |
| 1790-1795   | Gustave Vasa | 3 aktes | | La Boulaie, naar Johann Henrik Kellgrens libretto voor Gustav Wasa van Johann Gottlieb Naumanns |
| 1792        | L’offrande à la liberté | 1 akte  | | A. S. Boy, J.-M. Girey-Dupré, Claude Joseph Rouget de Lisle en Marie-Joseph de Chénier          |
| 1793        | Le Triomphe de la République ou Le Camp de Grand Pré                                                                                   | 1 akte  | 1793                                                                                                 | in herinnering van de glorierijke overwinning in de slag bij Valmy op 20 september 1792         |
| 1803        | Les Sabots et le cerisier | 1 akte  | 13 december 1803, Parijs, Jeunes-Elèves                                                              | Michel-Jean Sedaine, J. Cazotte                                                                 |

#### Balletten
| Voltooid in | titel                 | aktes   | première                                | libretto                                                           | choreografie |
| ----------- | --------------------- | ------- | --------------------------------------- | ------------------------------------------------------------------ | ------------ |
| 1778        | Annette et Lubin      |         |                                         |                                                                    |              |
| 1781        | La fête de Mirza      | 4 aktes | 17 februari 1781, Parijs, Opéra Garnier |                                                                    |              |
| 1781        | Les Scythes enchaînés |         |                                         | naar Christoph Willibald Ritter von Gluck, «Iphigé nie en Tauride» |              |

### Vocale muziek
- 1793 Chant patriotigue pour l'inauguration des bustes de Marat et Lepelletier, voor solisten en contrabas - tekst: Coupigny - première: 27 oktober 1793
- 1794 Chanson patriotique sur le succès de nos armes, voor solisten en contrabas - tekst: Coupigny - première: 3 april 1794
- 1794 Hymne pour la fête de Bara et Viala, voor vocaal-solisten - tekst: Avisse - première: augustus 1794
- 1794 Ode sur l'enfance, voor solisten en contrabas - tekst: P. Crassons
- 1796 Chant pour la fête de la vieillesse, voor solisten en contrabas - tekst: Th. Desorgues
- 1797 Le pardon des injures, voor solisten - tekst: Mercier

### Kamermuziek
- 1753 Sei sonate a due violini e basso, opera prima
- 1765 Sei duetti, voor twee violen, op. 7
- 1766 Six trios, voor twee violen, bas en hoorns ad lib., op. 9
- 1769 Sei quartetti, voor fluit, viool, altviool en bas, op. 14
- 1772 Six Quatuors à deux violons, alto et basse, op. 15